# Henry Gaudru
Henry Gaudru (París, 1948) es un vulcanólogo francés. Es autor de varias obras y películas sobre volcanes, presidente de la Sociedad Vulcanológica Europea (SVE-Ginebra - Suiza) y asesor de riesgos volcánicos de la EIRD - ONU.

## Algunas publicaciones
- Des volcans et des hommes, Tricorne, 120 pp. 1997 ISBN 2829301617

- Les 101 plus beaux volcans du monde, Delachaux Et Niestle, 148 pp. 1997 ISBN 260300915X

- La volcanologie de A à Z, Tricorne, 159 pp. 2003 ISBN 2829302427

- A la decouverte des volcans extrêmes, Vuibert , 190 pp. 2013 ISBN 978-2-311-01012-1

- La ceinture de feu, volcans actifs autour du Pacifique , Vuibert, 190 pp. 2016 ISBN 978-2-311-40312-1